# 马拉卡纳乌
马拉卡纳乌是巴西塞阿拉州的一个市镇。总面积105.696平方公里，总人口196422人，人口密度1858.4人/平方公里。